# بالدار پلید
سوردس (نام علمی: Sordes) نام یک سرده از راسته پتروسور است.